# Turnícids

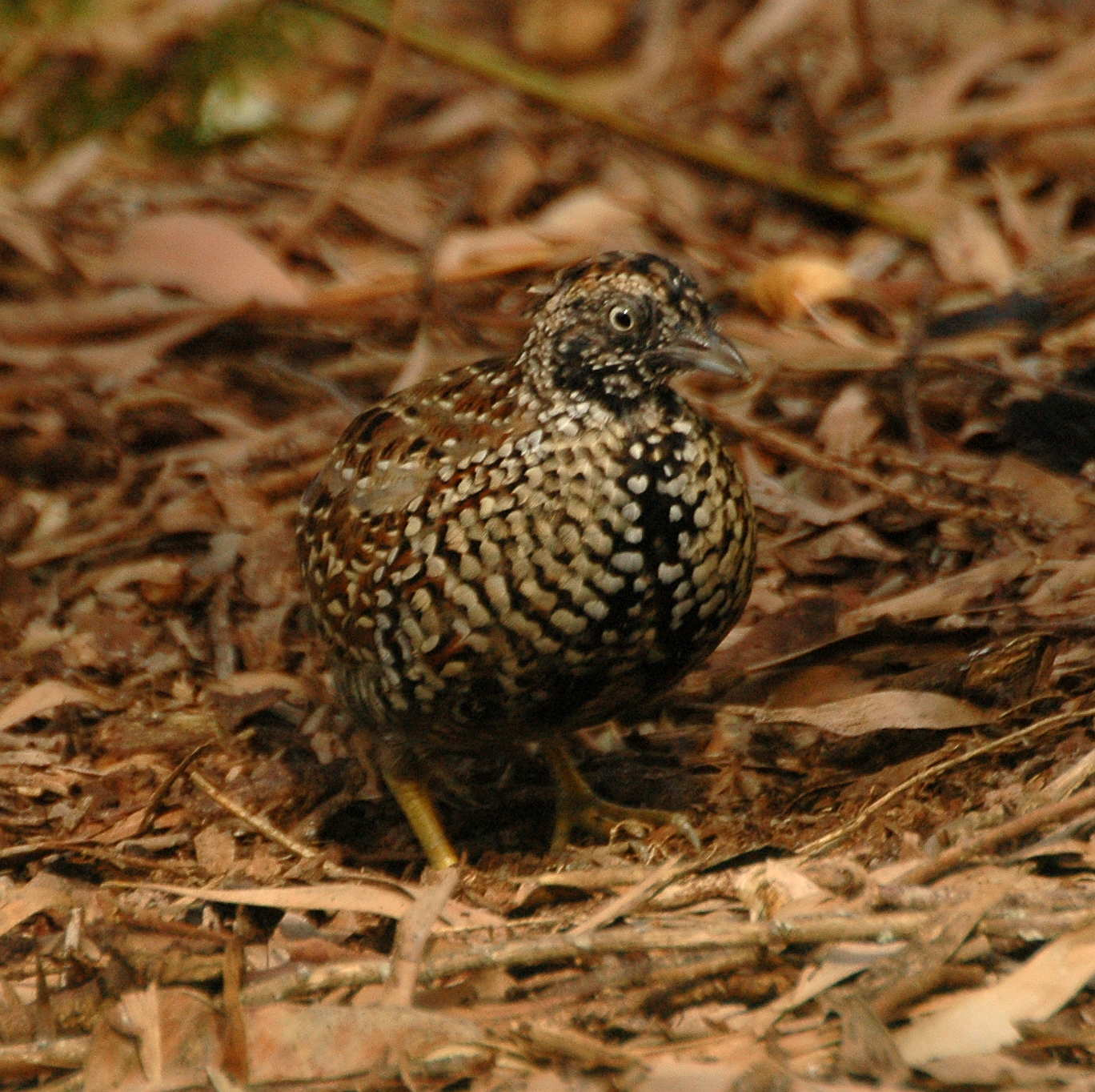
Turnix melanogaster fotografiat a Queensland (Austràlia).

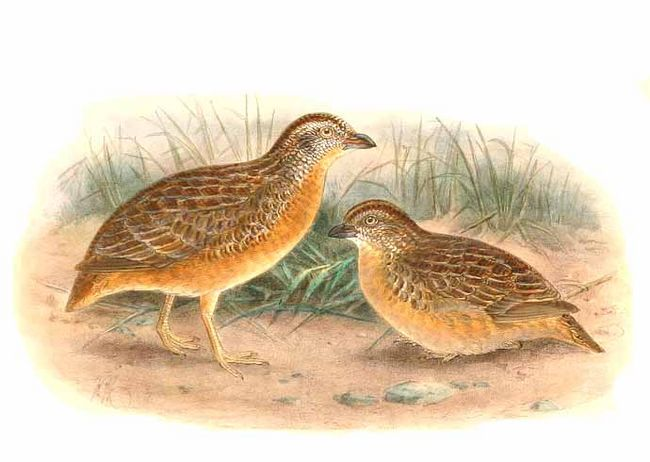
Turnix pyrrhothorax

Els turnícids són una família d'ocells molt semblants a les guatlles, essent-ne l'únic representant als Països Catalans la guatlla andalusa (Turnix sylvatica). Tradicionalment aquesta família s'ha situat als gruïformes o als gal·liformes. En la taxonomia de Sibley-Ahlquist van ser inclosos al seu propi ordre dels turniciformes. En estudis posteriors s'accepta, que tant basant-se en la morfologia com a les dades de la hibridació d'ADN, els turnícids pertanyen en realitat a l'ordre dels caradriformes (Charadriiformes).

## Morfologia
- Dimensions petites (fins a 15 cm de llargària).
- Cos rabassut.
- Bec curt.
- Ales curtes i arrodonides.
- Cua molt curta.
- Les potes presenten 3 dits orientats cap endavant.
- Es distingeixen de les guatlles per l'absència del dit posterior.

## Reproducció
Coven sobre el sòl.

## Hàbitat
Viuen a grans praderies i muntanyes.

## Distribució territorial
Són autòctons d'Àfrica, de l'Europa sud-occidental, d'Àsia meridional i d'Austràlia.

## Costums
Són aus corredores que eviten volar. La femella inicia la parada nupcial i és el mascle qui cova els ous i atén els pollets.

## Gèneres i espècies
- Gènere Ortyxelos
  - guatlla pintada alablanca (Ortyxelos meiffrenii).

- Gènere Turnix
  - guatlla petita (Turnix velox).
  - guatlla pintada andalusa (Turnix sylvaticus).
  - guatlla pintada batallaire (Turnix suscitator).
  - guatlla pintada camagroga (Turnix tanki).
  - guatlla pintada capnegra (Turnix ocellatus).
  - guatlla pintada de Madagascar (Turnix nigricollis).
  - guatlla pintada de Nova Caledònia (Turnix novaecaledoniae).
  - guatlla pintada de Robinson (Turnix olivii).
  - guatlla pintada de Sumba (Turnix everetti).
  - guatlla pintada de Worcester (Turnix worcesteri).
  - guatlla pintada dorsi-roja (Turnix maculosus).
  - guatlla pintada dorsicastanya (Turnix castanotus).
  - guatlla pintada hotentot (Turnix hottentottus).
  - guatlla pintada nana (Turnix nanus).
  - guatlla pintada pit-roja (Turnix pyrrhothorax).
  - guatlla pintada pitnegra (Turnix melanogaster).
  - guatlla pintada ullroja (Turnix varius).